# Tornei di tennis maschili indipendenti nel 1981
Nel 1981 i tornei di tennis maschili facevano parte del Volvo Grand Prix 1981, ma molti non erano inseriti in nessun particolare circuito.

## Calendario

### Gennaio
| Settimana  | Torneo                                                                     | Vincitore                | Finalista       | Semifinalisti  | Eliminati ai quarti |
| ---------- | -------------------------------------------------------------------------- | ------------------------ | --------------- | -------------- | ------------------- |
| 11 gennaio | Chicago Challenge 1981 Chicago, USA Singolare - Doppio                     | John McEnroe 6-2 6-4 6-1 | Jimmy Connors   |                |                     |
| 11 gennaio | Chicago Challenge 1981 Chicago, USA Singolare - Doppio                     |                          |                 |                |                     |
| 27 gennaio | Torneo di Bologna 1981 Bologna, Italia Sintetico indoor Singolare - Doppio | Björn Borg 6-7 7-5 7-6   | José Luis Clerc | Balázs Taróczy |                     |
| 27 gennaio | Torneo di Bologna 1981 Bologna, Italia Sintetico indoor Singolare - Doppio |                          |                 | Balázs Taróczy |                     |

### Febbraio
| Settimana   | Torneo                                                                                  | Vincitore                        | Finalista                 | Semifinalisti            | Eliminati ai quarti                    |
| ----------- | --------------------------------------------------------------------------------------- | -------------------------------- | ------------------------- | ------------------------ | -------------------------------------- |
| 27 febbraio | Bitti Bergamo Memorial 1981 Genova, Italia Sintetico indoor Singolare                   | Ivan Lendl 6–2, 6–2              | Johan Kriek               |                          |                                        |
| 2 febbraio  | New South Wales Hard Court Championships 1981 Wagga Wagga, Australia Singolare - Doppio | Terry Rocavert                   | non conosciuta (bandiera) |                          |                                        |
| 2 febbraio  | New South Wales Hard Court Championships 1981 Wagga Wagga, Australia Singolare - Doppio |                                  |                           |                          |                                        |
| 8 febbraio  | Molson Light Challenge 1981 Toronto, Canada Sintetico indoor Singolare                  | Vitas Gerulaitis 6-4 4-6 6-3 6-3 | John McEnroe              | Jimmy Connors Björn Borg | Round Robin Sandy Mayer Wojciech Fibak |

### Marzo
| Settimana | Torneo                                                 | Vincitore                  | Finalista   | Semifinalisti | Eliminati ai quarti |
| --------- | ------------------------------------------------------ | -------------------------- | ----------- | ------------- | ------------------- |
| 8 marzo   | Torneo di Lagos 1981 Lagos, Nigeria Singolare - Doppio | Larry Stefanki 6-7 6-3 6-0 | Peter Feigl |               |                     |
| 8 marzo   | Torneo di Lagos 1981 Lagos, Nigeria Singolare - Doppio |                            |             |               |                     |
|           |                                                        |                            |             |               |                     |
|           |                                                        |                            |             |               |                     |

### Aprile
| Settimana | Torneo                                                                            | Vincitore            | Finalista  | Semifinalisti | Eliminati ai quarti |
| --------- | --------------------------------------------------------------------------------- | -------------------- | ---------- | ------------- | ------------------- |
| 8 aprile  | Rome Invitational Challenge 1981 Roma, Italia Sintetico indoor Singolare - Doppio | John McEnroe 7-6 6-4 | Ivan Lendl |               |                     |
| 8 aprile  | Rome Invitational Challenge 1981 Roma, Italia Sintetico indoor Singolare - Doppio |                      |            |               |                     |

| Settimana | Torneo                                                               | Vincitore             | Finalista    | Semifinalisti | Eliminati ai quarti |
| --------- | -------------------------------------------------------------------- | --------------------- | ------------ | ------------- | ------------------- |
| 12 aprile | Suntory Cup 1981 Tokyo, Giappone Sintetico indoor Singolare - Doppio | Jimmy Connors 6-4 7-6 | John McEnroe |               |                     |

### Maggio
Nessun evento

### Giugno
Nessun evento

### Luglio
Nessun evento

### Agosto
| Settimana | Torneo                                                          | Vincitore                    | Finalista       | Semifinalisti | Eliminati ai quarti |
| --------- | --------------------------------------------------------------- | ---------------------------- | --------------- | ------------- | ------------------- |
| 9 agosto  | Frejus Round Robin Championships 1981 Fréjus, Francia Singolare | John McEnroe 6-2 6-3 2-6 6-4 | Thierry Tulasne |               |                     |
| 30 agosto | AMF Head Cup 1981 White Plains, USA Cemento Singolare           | Ivan Lendl walkover          | Ilie Năstase    | Tim Gullikson |                     |

### Ottobre
| Settimana  | Torneo                                                                 | Vincitore              | Finalista       | Semifinalisti | Eliminati ai quarti |
| ---------- | ---------------------------------------------------------------------- | ---------------------- | --------------- | ------------- | ------------------- |
| 12 ottobre | Alberta Challenge Cup 1981 Edmonton, Canada Sintetico indoor Singolare | Björn Borg 6-2 6-2 7-5 | José Luis Clerc |               |                     |
| 18 ottobre | Torneo di Napoli 1981 Napoli, Italia Singolare                         | Gene Mayer 6-3 6-2     | Adriano Panatta | Björn Borg    | Fritz Buehning      |

### Novembre
| Settimana   | Torneo                                                                           | Vincitore              | Finalista      | Semifinalisti     | Eliminati ai quarti                                                  |
| ----------- | -------------------------------------------------------------------------------- | ---------------------- | -------------- | ----------------- | -------------------------------------------------------------------- |
| 5 novembre  | Indian Classic Cup 1981 Calcutta, India Cemento Singolare - Doppio               | Ivan Lendl 6-4 6-2     | John Alexander |                   |                                                                      |
| 5 novembre  | Indian Classic Cup 1981 Calcutta, India Cemento Singolare - Doppio               |                        |                |                   |                                                                      |
| 8 novembre  | Indonesian Grand Prix Tennis 1981 Giacarta, Indonesia Cemento Singolare - Doppio | Ivan Lendl 6–1 7–6     | Wojciech Fibak |                   |                                                                      |
| 8 novembre  | Indonesian Grand Prix Tennis 1981 Giacarta, Indonesia Cemento Singolare - Doppio |                        |                |                   |                                                                      |
| 18 novembre | Golden Racquet Sabirna Gali 1981 Tel Aviv, Israele Singolare - Doppio            | Jimmy Connors 6–4 6–2  | Ilie Năstase   | Shlomo Glickstein |                                                                      |
| 18 novembre | Golden Racquet Sabirna Gali 1981 Tel Aviv, Israele Singolare - Doppio            |                        |                | Shlomo Glickstein |                                                                      |
| 29 novembre | Master Brooklyn Chewing Gum 1981 Milano, Italia Sintetico indoor Singolare       | Ivan Lendl 6-4 2-6 6-4 | John McEnroe   |                   | Round Robin Tomáš Šmíd Gianluca Rinaldini Gene Mayer Adriano Panatta |

### Dicembre
| Settimana   | Torneo                                                               | Vincitore                               | Finalista                 | Semifinalisti | Eliminati ai quarti |
| ----------- | -------------------------------------------------------------------- | --------------------------------------- | ------------------------- | ------------- | ------------------- |
| 13 dicembre | Queensland Open 1981 Brisbane, Australia 50 000 $ Singolare - Doppio | Chris Johnstone 6-4 6-4                 | Phil Dent                 |               |                     |
| 13 dicembre | Queensland Open 1981 Brisbane, Australia 50 000 $ Singolare - Doppio | Chris Johnstone Craig A. Miller 6-4 7-5 | Brad Drewett Warren Maher |               |                     |